# سم دالریمپل
سم دالریمپل (انگلیسی: Sam Dalrymple; ۲۲ دسامبر ۱۹۰۱ – ژانویه ۱۹۸۱) بازیکن فوتبال اهل ایالات متحده آمریکا بود.
وی همچنین در تیم ملی فوتبال ایالات متحده آمریکا بازی کرده‌است.